# Grzegorz Gołębiowski
Grzegorz Gołębiowski (ur. 4 czerwca 1969 w Warszawie) – polski ekonomista, pisarz, doktor habilitowany nauk ekonomicznych, nauczyciel akademicki, w latach 2008–2016 wicedyrektor Biura Analiz Sejmowych Kancelarii Sejmu.

## Życiorys
W 1988 ukończył stołeczne XXXIX Liceum Ogólnokształcące im. Lotnictwa Polskiego. Absolwent Wydziału Finansów i Statystyki Szkoły Głównej Handlowej w Warszawie (1993). W 2000 uzyskał w Kolegium Zarządzania i Finansów SGH stopień doktora nauk ekonomicznych za pracę Dług publiczny w Polsce w latach 1971–1998, a w 2012 stopień doktora habilitowanego w dyscyplinie finanse na podstawie dorobku naukowego oraz rozprawy Znaczenie polityki finansowej i czynników społeczno-kulturowych dla rozwoju małych i średnich przedsiębiorstw.
W latach 1994–2012 pracował w Katedrze Finansów Przedsiębiorstwa Szkoły Głównej Handlowej w Warszawie, gdzie prowadził zajęcia z finansów przedsiębiorstwa, analizy ekonomiczno-finansowej i finansów. Jego wykłady kilkakrotnie znalazły się na liście dziesięciu najwyżej ocenianych przez studentów SGH zajęć dydaktycznych (tzw. lista TOP 10). Aktualnie związany z Akademią Ekonomiczno-Humanistyczną w Warszawie (AEH), gdzie pracuje na stanowisku profesora nadzwyczajnego. Od 2019 do lutego 2022 Dziekan Studiów Ekonomicznych AEH. Wykładowca Uniwersytetu Otwartego Uniwersytetu Warszawskiego; w roku akademickim 2021/2022 znalazł się w dziesiątce najwyżej ocenianych wykładowców UOUW.
W latach 1994–1995 pracował w spółce Johnson & Johnson, a w 1995–1997 w Ministerstwie Finansów. Od 2002 pracował w Kancelarii Sejmu, kolejno na stanowiskach audytora wewnętrznego, wicedyrektora Biura ds. Inwestycji i Zamówień, a w latach 2008–2016 wicedyrektora Biura Analiz Sejmowych. W latach 2010–2019, a następnie od 2024 członek niezależny Komitetu Audytu w Ministerstwie Spraw Zagranicznych. Od listopada 2014 do października 2019 członek Rady Finansów Wydziału Ekonomii Uniwersytetu Ekonomicznego w Poznaniu. Od 2024 wicedyrektor ds. administracyjnych i finansowych stołecznego Teatru Lalka.
Obszar jego zainteresowań badawczych to finanse przedsiębiorstw (w szczególności funkcjonowanie i rozwój małych i średnich przedsiębiorstw, analiza finansowa), finanse osobiste oraz finanse publiczne (dług publiczny, zarządzanie i kontrola w sektorze finansów publicznych).
W latach 2008–2016 przewodniczący Rady Programowej kwartalnika „Studia BAS” oraz redaktor naczelny „Analiz BAS” wydawanych przez Biuro Analiz Sejmowych, od 2016 członek Rady Programowej „Studiów BAS”. Od 2014 członek Rady Naukowej czasopisma „Finanse i Prawo Finansowe” Instytutu Finansów Uniwersytetu Łódzkiego. Od 2016 członek redakcji czasopisma „Analizy i Studia CASP” wydawanego przez Centrum Analiz i Studiów Podatkowych (CASP) w Kolegium Ekonomiczno-Społecznym SGH oraz Rady Naukowo-Programowej kwartalnika „Audyt i Zarządzanie” Instytutu Audytorów Wewnętrznych w Polsce.
W 2002–2004 członek Stowarzyszenia Audytorów Wewnętrznych IIA w Polsce. Członek założyciel Towarzystwa Miłośników Ziemi Podhajeckiej.
W latach 2003–2005 prowadził internetową platformę dyskusyjną na tematy społeczno-ekonomiczne pod nazwą Międzyuczelniane Forum Dyskusyjne MUFLON.
Od 2005 mieszka w Ożarowie Mazowieckim.

## Ważniejsze publikacje

### Naukowe
- Henryk Dzwonkowski, Grzegorz Gołębiowski (red.): Ustawa o finansach publicznych. Komentarz prawno-finansowy. Warszawa: Wydawnictwo Sejmowe, 2014. ISBN 978-83-7666-332-6. Brak numerów stron w książce
- Grzegorz Gołębiowski (red.), Adrian Grycuk, Agnieszka Tłaczała, Piotr Wiśniewski: Analiza finansowa przedsiębiorstwa. Warszawa: Wydawnictwo Difin, 2014. ISBN 978-83-7930-068-6. Brak numerów stron w książce
- Grzegorz Gołębiowski, Łukasz K. Kozłowski. Dług ukryty w Polsce. „Studia BAS”. 4, s. 25–48, 2011. Biuro Analiz Sejmowych Kancelarii Sejmu. ISSN 2080-2404.
- Robert Nowacki (red.): Innowacyjność w zarządzaniu a konkurencyjność przedsiębiorstwa. Warszawa: DIFIN, 2010. ISBN 978-83-7641-302-0. Brak numerów stron w książce
- Grzegorz Gołębiowski. Rada polityki fiskalnej. „Infos”. 9, 6 maja 2010. ISSN 1896-6659.brak numeru strony
- Grzegorz Gołębiowski. Znaczenie polityki finansowej i czynników społeczno-kulturowych dla rozwoju małych i średnich przedsiębiorstw w Polsce. „Monografie i Opracowania”, 2009. Oficyna Wydawnicza SGH. ISSN 0867-7727.brak numeru strony
- Grzegorz Gołębiowski, Agnieszka Tłaczała: Analiza finansowa w teorii i w praktyce. Warszawa: DIFIN, 2009. ISBN 978-83-7641-134-7. Brak numerów stron w książce
- Bogusław Pietrzak, Zbigniew Polański, Barbara Woźniak (red.): System finansowy w Polsce. Warszawa: Polskie Wydawnictwo Naukowe, 2008. ISBN 978-83-01-14630-6. Brak numerów stron w książce
- Grzegorz Gołębiowski, Piotr Szczepankowski: Analiza wartości przedsiębiorstwa. Warszawa: DIFIN. ISBN 978-83-7251-793-7. Brak numerów stron w książce
- Lech Szyszko, Jan Szczepański (red.): Finanse przedsiębiorstwa. Warszawa: Polskie Wydawnictwo Ekonomiczne, 2007. ISBN 978-83-208-1666-2. Brak numerów stron w książce
- Grzegorz Gołębiowski, Agnieszka Tłaczała: Analiza ekonomiczno-finansowa w ujęciu praktycznym. 2005: DIFIN. ISBN 83-7251-564-6. Brak numerów stron w książce
- Lech Szyszko (red.): Propedeutyka finansów. Warszawa: Szkoła Główna Handlowa Oficyna Wydawnicza, 2004. ISBN 83-7378-100-5. Brak numerów stron w książce

### Beletrystyka
- Grzegorz Gołębiowski: Cień przeszłości. Novae Res, 2018. ISBN 978-83-8083-799-7. Brak numerów stron w książce
- Grzegorz Gołębiowski: Dziedzictwo. Novae Res, 2018. ISBN 978-83-8147-186-2. Brak numerów stron w książce (w 2018 książka otrzymała tytuł „Złotego Kościeja” w kategorii kryminał)[19]
- Grzegorz Gołębiowski: Dług krwi. Novae Res, 2020. ISBN 978-83-8147-681-2. Brak numerów stron w książce
- Grzegorz Gołębiowski: Rodzinny sekret. Novae Res, 2022. ISBN 978-83-8219-970-3. Brak numerów stron w książce
- Grzegorz Gołębiowski: Zaginiona. Warszawska Firma Wydawnicza, 2025. ISBN 978-83-8011-452-4. Brak numerów stron w książce

## Nagrody
- Nagroda honorowa Miasta i Gminy Ożarów Mazowiecki „Felicja” za znaczący wkład w rozwój gminy Ożarów Mazowiecki (2022)[20].